# Mel Collins
 (octobre 2016).
Si vous disposez d'ouvrages ou d'articles de référence ou si vous connaissez des sites web de qualité traitant du thème abordé ici, merci de compléter l'article en donnant les références utiles à sa vérifiabilité et en les liant à la section « Notes et références ».
Mel Collins (né Melvyn Desmond Alan Collins, le 5 septembre 1947 sur l'île de Man) est un saxophoniste, flûtiste et claviériste britannique, il joua aussi du mellotron avec King Crimson durant les années 1970. Outre le groupe précité, il a aussi été membre de Camel et The Alan Parsons Project. Ses parents étaient aussi musiciens, sa mère était chanteuse et son père était saxophoniste et musicien de studio, il a entre autres accompagné Judy Garland et Shirley Bassey.

## Parcours
Il commence à jouer avec les Stormsville Shakers en 1963, qui ont dans leur formation outre Mel au sax et à la flûte, Philip Goodhand Tait aux claviers et au chant, Ian Jeffs à la guitare, Alan Bunn auquel succède éventuellement Chris Burrows à la batterie et Kirk Riddle à la basse. Ils changent de nom pour Circus, En 1969, ils se voient offrir un contrat de disques par Transatlantic Records, un premier album éponyme voit alors le jour. Un deuxième album est enregistré la même année, When Circus came to Stormsville 1967, mais quoiqu'il y soit présent, Collins avait déjà quitté la formation avant sa sortie. En 1970, il joue au sein de King Crimson à titre d'invité sur leur deuxième album In the Wake of Poseidon, puis il rejoint officiellement le groupe avec lequel il enregistre 3 autres albums, Lizard en 1970, Islands en 1971 et le live Earthbound en 1972. Puis il est invité à nouveau sur leur dernier disque, Red en 1974 avant la dissolution de la formation. À travers son travail avec King Crimson, Mel retrouve Boz Burrell à la basse et Ian Wallace à la batterie, tous deux des anciens de Crimson et fonde le groupe Snape avec Alexis Korner en 1972. Quatre albums sont gravés sous ce nom, Alexis Korner & Snape – The Accidental Band parut en 1972, Accidentaly born in New Orleans, Live on tour in Germany puis Alexis Korner & Snape en 1973. En 1975, il se retrouve à retravailler avec les mêmes musiciens sur l'album éponyme d'Alexis, qu'il croise à nouveau en 1980 pour The Party Album. Il joue aussi sur trois albums de Bad Company, le premier Bad Co en 1974, Burnin' sky de 1977 et Rough diamonds de 1982, il connaissait déjà leur bassiste Boz Burrell avec qui il avait travaillé au sein de King Crimson et Snape. D'ailleurs, leur parcourt les amène à se croiser souvent ainsi que d'autres ex-membres de Crimson, au fil des albums sur lesquels ils sont amenés à collaborer. 
Il a aussi participé à un large éventail de disques en tant que musicien de studio, 10cc, Clannad, Eric Clapton, Bad Company, Dire Straits, Bryan Ferry, Marianne Faithfull, les Rolling Stones sur la chanson Miss you en 1978 ainsi qu'avec Tears For Fears. En 1979, il se joint à un groupe nommé The Tea Bags, qui inclut Peter Banks et David Mansfield à la guitare, Kim Gardner à la basse, Ian Wallace à la batterie et Jackie Lomax et Graham Bell qui se partagent le chant, mais aucun album n'est ressorti de cette formation.  Puis, il tourne avec Roger Waters afin de promouvoir son premier album solo, The Pros and Cons of Hitch-Hiking, en 1984 avec Eric Clapton. En 1985, il est membre du super-groupe Willie & The Poor Boys de Bill Wyman et Charlie Watts avec Jimmy Page, Mel apparaît dans une vidéo du groupe. Par la suite, il retrouve Roger Waters pour la seconde moitié de la tournée Pros and cons. La même année, il travaille avec Tears for fears sur l'album Songs from the big chair, il joue le saxophone sur la chanson The working hour. Par la suite, il retravaille avec Roger Waters sur l'album de la bande originale du film When the wind blows de 1986. Puis il est invité pour l'album Radio K.A.O.S. et la tournée subséquente. Il publie un album solo en 1987, Saxophone ballads.

## Vers la renaissance de King Crimson
Graduellement, il se rapproche des musiciens de King Crimson alors qu'il fait partie du groupe 21st Century Schizoid Band de 2002 à 2006, avec les frères Peter et Michael Giles respectivement à la basse et à la batterie, Ian McDonald à la flûte, au saxophone et aux claviers, ils seront bientôt rejoint par Jakko Jakszyk à la guitare. En 2003, toutefois, Ian Wallace remplace Michael Giles à la batterie, le projet continue ainsi jusqu'en 2006. Puis à la fin du projet 21st Century Schizoid Band, il se met à travailler avec Jakszyk sur un album intitulé King Crimson's Night : Live at Musica Continua Mestre, Itália, 24/11/2006 et en 2009, avec le Crimson Jazz Trio alors qu'ils seront rejoints par Ian Wallace, ils gravent ainsi l'album King Crimson Songbook, Volume Two. Deux ans plus tard sort l'album A scarcity of miracles de Jakszyk, Fripp et Collins, ce projet mènera à la formation d'une nouvelle cellule de King Crimson 2013, avec bien sûr Robert Fripp à la guitare, Jakko Jakszyk aussi à la guitare et au chant, Mel Collins au saxophone, à la flûte et aux claviers, Tony Levin à la basse et au Stick ainsi qu'un trio de batteurs, Pat Mastelotto, Bill Rieflin et Gavin Harrison.

## Discographie

### Solo
- 1987 : Saxophone ballads

### Circus

#### Singles
- 1967 : Gone Are The Songs Of Yesterday/Sink Or Swim
- 1968 : Do You Dream/House Of Wood

#### Albums
- 1969 : Circus

- 1969 : When Circus came to Stormsville 1967

### King Crimson

#### Albums Studio
- 1970 : In the Wake of Poseidon (en tant qu'accompagnateur)
- 1970 : Lizard
- 1971 : Islands
- 1974 :  Red

#### Albums Live
- 1972 : Earthbound
- 1998 : Live at Jacksonville - Concert du 26 décembre 1972. Avec Fripp, Boz Burrell et Ian Wallace.
- 2000 : Live At Plymouth Guildhall, May 11, 1971 - Disponible via le Discipline Global Mobile exclusivement.
- 2000 : Live At Summit Studios, Denver (March 12, 1972) - DGM
- 2001 : Live In Detroit, MI (December 13, 1971) - 2 CD. DGM
- 2002 : Ladies Of The Road - Concerts enregistrés en 1971 - 72. Album double CD. Disponible via le King Crimson Collector's Club.
- 2003 : Live In Orlando, FL (February 27, 1972) Album double CD
- 2005 : April 12, 1971 - Zoom Club, Frankfurt, Germany - KCCC
- 2005 : April 13, 1971 - Zoom Club, Frankfurt, Germany - KCCC
- 2005 : April 14, 1971 - Zoom Club, Frankfurt, West Germany - KCCC
- 2005 : Live In Brighton (October 16, 1971) - Disponible via le KCCC.
- 2006 : March 8, 1972 - Riverside Theatre, Milwaukee, Wisconsin - KCCC
- 2006 : May 22, 1971 - Town Hall, Birmingham, England - KCCC
- 2006 : April 15, 1971 - Zoom Club, Frankfurt, Germany - KCCC
- 2006 : March 06, 1972 - Stanley Warner Theatre, Pittsburgh, Pennsylvania - KCCC
- 2007 : Live In Denver, CO (March 13, 1972) - KCCC
- 2008 : February 11, 1972 - Armoury, Wilmington, Delaware - KCCC
- 2009 : Live In Boston, MA (March 27, 1972) - KCCC
- 2014 : The Elements Of King Crimson - Boîtier via le DGM.
- 2015 : Live at The Orpheum - DGM
- 2016 : Live in Toronto - DGM
- 2016 : Radical Action to Unseat the Hold of Monkey Mind - Boîtier via le DGM

#### Compilation
- 1976 : A young person's guide to King Crimson - Sur Cadence and Cascade et Ladies of the road.
- 1993 : Sleepless: The Concise King Crimson - Sur Ladies of the road
- 1999 : Cirkus: The Young Persons' Guide to King Crimson Live - Sur 21st Century Schizoid Man et Ladies of the Road.
- 2000 : The Beginners' Guide to the King Crimson Collectors' Club - Sur Ladies of the road.
- 2004 : The 21st Century Guide to King Crimson – Volume One – 1969–1974
- 2006 : The Condensed 21st Century Guide to King Crimson - Sur Cadence and Cascade, Ladies of the Road et Sailor's Tale.
- 2014 : The Elements of King Crimson

### Snape

#### Single
- 1973 : Sweet Sympathy/Gospel Ship

#### Albums studio
- 1972 : Alexis Korner & Snape – The Accidental Band
- 1973 : Accidentaly born in New Orleans
- 1973 : Alexis Korner & Snape

#### Album live
- 1973 : Live on tour in Germany

### Alvin Lee
- 1974 : In flight
- 1975 : Pump Iron
- 1995 : Pure Blues - Avec George Harrison, Ian Wallace, Ric Lee, Chick Churchill, etc.

### Kokomo
- 1975 : Kokomo
- 1977 : Rise and shine

### Camel
- 1977 : Rain Dances
- 1978 : A Live Record
- 1978 : Breathless
- 1979 : I can see your house from here - Avec Phil Collins aux percussions
- 1981 : Nude
- 1984 : Stationary traveller
- 1984 : Pressure Points : Live in Concert

### David Byron/The Byron Band
- 1981 : On the rocks
- 2003 : Lost and found - Album enregistré entre 1980 et 1982 mais publié en 2003. Disque double.

### Alan Parsons Project
- 1982 : Eye in the sky
- 1984 : Ammonia Avenue

### 21st Century Schizoid Band
- 2002 : Official Bootleg Vol 1 -Avec Ian McDonald, Peter Giles et Michael Giles, Jakko Jakszyk
- 2003 : In the wake of Schizoid Men
- 2003 : Live in Japan
- 2003 : Live in Italy - Ian Wallace remplace Michael Giles
- 2006 : Pictures of a City – Live in New York

### Jakko Jakszyk & Mel Collins
- 2006 : King Crimson's Night Live at Musica Continua Mestre, Itália, 24/11/2006

### Crimson Jazz Trio
- 2009 : King Crimson Songbook, Volume Two - Avec Jakko Jakszyk et Ian Wallace

### Jakszyk, Fripp & Collins
- 2011 :  A Scarcity of Miracles

## Participations

### 1970 - 1980
- 1970 : Listen d'Alan Bown
- 1970 : In the wake of Poseidon de King Crimson - Avec Gordon Haskell, Greg Lake, Peter Giles, Keith Tippett, etc.
- 1972 : Graham Bell de Graham Bell - Avec Ian Wallace, Nick Evans, Kenny Wheeler, Mark Charig, etc.
- 1973 : Still de Peter Sinfield - Avec Greg Lake, Boz Burrell, John Wetton, Keith Tippett, Ian Wallace, Robin Miller, etc.
- 1973 : Snafu de Snafu
- 1973 : Fasten your seat belts de Stray Dog
- 1974 : Let the days go by de Bryn Haworth - Avec Gordon Haskell, Alan Spenner, etc.
- 1974 : Situation normal de Snafu
- 1974 : Thunderbox de Humble Pie
- 1974 : Sharon de Sharon Forrester
- 1974 : Ain't gonna play no second fiddle de Dana Gillespie - Avec Eddie Jobson, Jody Linscott, Simon Phillips, etc.
- 1974 : The 31st of February Street de Cliff Richard
- 1974 : Busy Corner de Chili Charles - Avec Boz Burrell
- 1974 : Brighter day de Keith Christmas - Avec Ian Wallace, Ian McDonald, Henry Lowther, etc. Greg Lake, Peter Sinfield coproduction.
- 1974 : Bad Co de Bad Company - Avec Boz Burrell.
- 1974 : Alexis Korner d'Alexis Korner - Avec les membres de Snape, plus Elton Dean, Nick Evans, etc.
- 1974: Streetwalkers de Chapman-Whitney
- 1975 : Street rats de Humble Pie
- 1975 : All funked up de Snafu - Avec Brian Chatton, Colin Gibson, Liza Strike, etc.
- 1975 : Sunny side of the street de Bryn Haworth - Avec Dave Swarbrick, Dave Pegg, Alan Spenner, etc.
- 1975 : Amazing grease de Grease Band
- 1975 : Inspiration de (Amazing) Blondel
- 1975 : Pressure Drop de Robert Palmer
- 1975 : Hard road de Lennie McDonald
- 1975 : Abracadabra de Claire Hamill
- 1975 : Fish out of water de Chris Squire - Avec Bill Bruford, Patrick Moraz, Andrew Pryce Jackman, etc.
- 1975 : Return to fantasy de Uriah Heep - Avec John Wetton
- 1976 : Let's Stick Together de Bryan Ferry - Avec John Wetton, Eddie Jobson, David O'List et Phil Manzanera, etc.
- 1976 : Rags and gladrags de Gerry Lockran
- 1977 : Rough Mix de Peter Townshend et Ronnie Lane - Avec Boz Burrell, Eric Clapton, John Entwistle, Ian Stewart, Charlie Watts.
- 1977 : Vicious but fair de Streetwalkers - Avec Boz Burrell, Ian Wallace, Michael Giles, John Wetton, Blue Weaver, Bobby Tench, etc.
- 1977 : Playmates des Small Faces - Avec Steve Marriott, Rick Wills, Vicky Brown.
- 1977 : Listen now de 801 - Avec Brian Eno, Kevin Godley. Lol Creme, Eddie Jobson, Francis Monkman, etc.
- 1977 : Natural Avenue de Justin Hayward
- 1977 : Pezband de Pezband
- 1977 : Score de Duncan Mackay
- 1977 : In your mind de Bryan Ferry - Avec John Wetton, Phil Manzanera, Morris Pert, Chris Spedding, etc.
- 1977 : Slowhand de Eric Clapton
- 1977 : Burnin' sky de Bad Company
- 1977 : Show some emotion de Joan Armatrading
- 1977 : Consequences de Godley & Creme
- 1978 : The Bride Stripped Bare de Bryan Ferry - Avec John Wetton, Neil Hubbard, Rick Marrotta, etc.
- 1978 : Too Much Is Not Enough de Charlie Hanley
- 1978 : K-Scpe de Phil Manzenera - Enregistré au studio de Chris Squire, avec John Wetton, Andy Mackay, etc.
- 1978 : Stealin' home de Ian Matthews & Matthews Southern Comfort
- 1978 : Wise after the event d'Anthony Phillips
- 1978 : ...And friends d'Alexis Korner - Avec Eric Clapton, Chris Farlowe, Dick Heckstall-Smith, Paul Jones, etc.
- 1978 : Interlife de Paul Brett
- 1978 : Restless de Rab Noakes
- 1978 : Some girls des Rolling Stones - Joue sur la pièce Miss you.
- 1978 : Wet Dreams de Rick Wright - Avec Snowy White.
- 1979 : The Party Album d'Alexis Korner
- 1979 : Siamese friends de Ian Matthews & Matthews Southern Comfort
- 1979 : Heart to heart de Peter Bardens
- 1979 : Laughing in the dark de Pezband
- 1979 : Keep the ball rolling de Bryn Haworth - Avec Steve Gregory, Bud Beadle, John G. Perry, Chris Stanton, etc.
- 1979 : Tarot Suite de Mike Batt & Friends
- 1979 : Mike Heron de Mike Heron
- 1979 : Where to now ? de Charlie Dore
- 1979 : Live in Hamburg de Roger Chapman
- 1979 : Rock 'N' Roll Juvenile de Cliff Richards - Saxo sur My luck won't change et Hot shot.
- 1979 : Do not disturb de Grand Hotel
- 1979 : Sides d'Anthony Phillips - Avec Michael Giles, John Hackett, Morris Pert, Dan Owen, Dale Newman, etc.
- 1979 : Son of rock n' roll de Rocky Burnette
- 1979 : Freeway de Freeway
- 1979 : Liner de Liner
- 1979 : Night time emotion de Noel McCalla - Avec Trevor Rabin.
- 1980 : Celebration de Sally Oldfield
- 1980 : Darkness, Darkness de Eric Burdon
- 1980 : Humanesque de Jack Green - Avec Brian Chatton, Ritchie Blackmore, etc.
- 1980 : Birth comes too us all des Good Rats
- 1980 : Una giornata uggiosa de Lucio Battisti
- 1980 : Snakes and ladders de Gerry Rafferty
- 1980 : The sweet smell of success de Jim Capaldi
- 1980 : Mega Shebang d'Andy Fairweather Low
- 1980 : Waves de Mike Batt
- 1980 : The night bird de Paul Carrack
- 1980 : The party album d'Alexis Korner - Avec Eric Clapton, Dick Heckstall-Smith, Chris Farlowe, Paul Jones
- 1980 : Private Parts and Pieces II: Back to the Pavilion de Anthony Phillips.
- 1980 : The Barbara Dickson Album de Barbara Dickson.

### 1981 - 1990
- 1981 : Playing in the flame de Sally Oldfield
- 1981 : Cover to cover de Pezband
- 1981 : Bucks Fizz de Bucks Fizz - Avec Ian Bairnson, Graham Broad, etc.
- 1981 : Dangerous Acquaintances de Marianne Faithfull.
- 1981 : Reverse logic de Jack Green
- 1981 : Line up de Graham Bonnet
- 1981 : Pizza de Alain Bashung
- 1981 : Let the thunder cry de Jim Capaldi
- 1981 : Tilt de Cozy Powell - Avec Jeff Beck, Gary Moore, Jack Bruce, etc.
- 1981 : Walk under ladders de Joan Armatrading - Avec Tony Levin, Andy Partridge, Thomas Dolby, Sly Dunbar, Jerry Marotta, etc.
- 1982 : The Philip Lynott Album de Phil Lynott
- 1982 : Lead me to the water de Gary Brooker - Avec Phil Collins, Eric Clapton, George Harrison, Albert Lee, Tim Renwick, etc.
- 1982 : Now you see me... now you don't de Cliff Richard
- 1982 : The Secret Poliman's Other Ball - Artistes Variés - Avec Phil Collins, Eric Clapton, Sting, Peter Townshend, etc.
- 1982 : Captured de Natasha England + Iko Iko single
- 1982 : Il tuffatore  de Flavio Giurato
- 1982 : Inner feelings de Billy Ocean
- 1982 : Sleepwalking de Gerry Rafferty
- 1982 : Volumen Brutal de Barón Rojo
- 1982 : Rough Diamonds de Bad Company
- 1982 : Back to front de Caravan
- 1983 : Taxi de Bryan Ferry - Avec Michael Giles, etc.
- 1983 : Rant n' Rave with the Stray Cats des Stray Cats
- 1983 : The key de Joan Armatrading - Avec Adrian Belew, Daryl Stuermer, Tony Levin, Larry Fast, Stewart Copeland, etc.
- 1983 : The Hurting de Tears For Fears
- 1983 : The Best of The Alan Parsons Project du Alan Parsons Project - Compilation
- 1983 : The real Macaw de Graham Parker - Avec Brinsley Schwarz, Morris Pert, etc.
- 1983 : Points on the Curve de Wang Chung
- 1983 : Extendedance EPlay - Twisting by the pool de Dire Straits - EP de 4 chansons
- 1983 : Fierce Heart de Jim Capaldi
- 1983 : Windows in the Jungle de 10CC
- 1983 : Alexis Korner & Friends – Live At The Marquee de Alexis Korner - DVD
- 1984 : La Folie de Valérie Lagrange
- 1984 : Marco Polo de Flavio Giurato
- 1984 : Private Dancer de Tina Turner
- 1984 : Pure Soul Artistes Variés - Mel Collins a fait les arrangements sur la pièce You Played On A Player de Garland Green.
- 1984 : Alchemy de Dire Straits
- 1984 : Stationary Traveller de Camel
- 1984 : Musicante de Pino Daniele
- 1985 : Profiles de Nick Mason & Rick Fenn - Avec David Gilmour, Maggie Riley, Aja Fenn.
- 1985 : Human Error de Poli Palmer - Avec Boz Burrell, Geoff Whitehorn, Steve Simpson, etc.
- 1985 : Division One de Far Corporation
- 1985 : Songs From The Big Chair de Tears For Fears
- 1985 : Hometown Girls de Denny Laine
- 1985 : Macalla de Clannad
- 1985 : Go West de Go West
- 1985 : Willie and the Poor Boys de Bill Wyman avec Charlie Watts. - DVD - Avec Ringo Starr.
- 1986 : When the wind blows - Artistes Variés - Mel joue avec Roger Waters.
- 1986 : Gone to earth de David Sylvian - Avec Robert Fripp, Richard Barbieri, Kenny Wheeler, Steve Jansen, Phil Palmer, etc.
- 1986 : Bangs & Crashes de Go West
- 1986 : Blind before I stop de Meat Loaf
- 1986 : Cocker de Joe Cocker
- 1986 : Writing on the wall de Bucks Fizz
- 1986 : Guitarissimo 1975 - 1982 de Phil Manzanera - Compilation Double Album.
- 1986 : The Anti Heroin Project de It's A Live In World : Artistes Variés : Mel joue avec Dire Straits sur The man's too strong.
- 1987 : Sirius de Clannad
- 1987 : King's Road de John Wetton - Avec Robert Fripp, Bill Bruford, Eddie Jobson, Simon Kirke, etc.
- 1987 : Radio K.A.O.S. de Roger Waters
- 1987 : Introducing the Hardline According to Terence Trent D'Arby de Terence Trent D'Arby
- 1987 : Bonne soirée de Pino Daniele
- 1988 : North and south de Gerry Rafferty
- 1988 : Money for nothing de Dire Straits - Compilation
- 1988 : Some come running de Jim Capaldi
- 1988 : Guido Toffoletti & Blues Society de Guido Toffoletti
- 1988 : Swamp de Phil Thornalley
- 1989 : Annie Haslam de Annie Haslam - Avec Justin Hayward, Larry Fast, etc.
- 1989 : Girl you know it's true de Milli Vanilli
- 1988 : And... 1972-1983 de Alexis Korner - Avec Keith Richards, Elton Dean, Nick Evans, Steve Marriott, Peter Frampton, Rick Wills.
- 1989 : Best of Gerry Rafferty: Right Down de Gerry Rafferty - Compilation
- 1989 : Pastpresent de Clannad - Compilation
- 1989 : Lontano che vai de Sergio Caputo
- 1990 : 1234 de Propaganda - Avec David Gilmour. Produit par Ian Stanley et Chris Hugues de Tears For Fears.
- 1990 : Anam de Clannad

### 1991 - 2000
- 1991 : Alexis Korner and Friends - The Party album - Réédition de l'album de 1979. - Avec Eric Clapton, Chris Farlowe, etc.
- 1991 : Singles de Corey Hart - Compilation
- 1992 : Politics of existing de Sad Café - Avec Mike Rutherford, Paul Young, Nico Ramsden, etc.
- 1992 : On a Wing and a Prayer de Gerry Rafferty
- 1992 : Try 'N' B de Try 'N' B ou The Real Milli Vanilli
- 1993 : Taxi de Bryan Ferry - Avec Michael Giles, Robin Trower, Nathan East, Andy Mackay, etc.
- 1993 : Passion Is No Ordinary Word: The Graham Parker Anthology - Compilation
- 1994 : Over My Head de Gerry Rafferty
- 1994 : The BBC Radio Sessions de Alexis Korner : Avec Long John Baldry, Cyril Davies, Dick-Hestall-Smith, Brian Auger, etc.
- 1994 : Flowermouth de No Man - Avec Robert Fripp, Lisa Gerrard, Richard Barbieri, Steven Wilson, etc.
- 1995 : Company of Strangers de Bad Company - Avec Robert Hart, Mick Ralphs, Dave Colwell, Rick Wills & Simon Kirke.
- 1995 : Naked Flame de Tony O'Malley
- 1996 : On The Move ~1968-1982~ de Alexis Korner - Avec Andy Fraser, Graham Bond, Robert Plant, Steve Miller, etc.
- 1996 : Lore de Clannad
- 1996 : Experience de Definition of sound - Joue sur 2 pièces.
- 1999 : True for you de Paul Brady
- 2000 : Another World de Gerry Rafferty - Réédité en 2003.

### 2001 - 2010
- 2001 : The best of Sad Café de Sad Café
- 2001 : Mr Lucky de Fool's Gold
- 2002 : Alexis Korner & Friends DVD – Live At The Marquee in 1983 de Alexis Korner - Avec Bill Wyman, Ian Stewart, Charlie Watts
- 2005 : Clannad: Live in Concert de Clannad
- 2006 : The Bruised Romantic Glee Club de Jakko Jakszyk -  Avec Robert Fripp, Ian McDonald, Percy Jones, John Giblin, Gavin Harrison, Danny Thompson, Hugh Hopper, Clive Brooks, Ian Wallace, Dave Stewart.
- 2006 : kornerstoned – the alexis korner anthology 1954-1983 de Alexis Korner
- 2010 : Boogie Boogie Man de Pino Daniele